# Mariusz Nowak
Mariusz Zbigniew Nowak (ur. 1972 w Kielcach) – polski historyk, doktor habilitowany nauk humanistycznych.
W 1996 roku ukończył studia z zakresu historii w Wyższej Szkole Pedagogicznej w Kielcach. Jego praca magisterska napisana pod kierunkiem Barbary Szabat dotyczyła działalności Zygmunta Wielopolskiego w guberni kieleckiej. Rozprawę doktorską pt. Działalność polityczna, społeczna i gospodarcza rodu Zamoyskich na Spiszu w latach 1882–1944, której promotorem był Piotr Radzikowski, obronił w 2003 roku na Wydziale Humanistycznym Akademii Świętokrzyskiej. Stopień naukowy doktora habilitowanego uzyskał w 2014 na Uniwersytecie Jana Kochanowskiego w oparciu o pracę Aktywność polityczna Zygmunta Wielopolskiego. Z dziejów myśli ugodowej w Królestwie Polskim w drugiej połowie XIX wieku. Zawodowo związany jest z kielecką uczelnią od 1996 roku (pełnił funkcję wicedyrektora Instytutu Historii). Specjalizuje się w historii powszechnej XIX i XX w. Zajmuje się m.in. ziemiaństwem polskim, gospodarką folwarczną i rewolucją 1905–1907 na ziemiach polskich.

## Wybrane publikacje
- Kieleccy bohaterowie 1905–1907, oprac. B. Szabat i M. Nowak, Kielce 2003
- Gospodarka leśna hrabiów Zamoyskich w spiskich dobrach Stara Lubownia w latach 1882–1944, Kielce 2011
- Aktywność polityczna Zygmunta Wielopolskiego. Z dziejów myśli ugodowej w Królestwie Polskim w drugiej połowie XIX wieku, Kielce 2013